# Hans Steinacher
Hans Steinacher  (* 22. Mai 1892 in Bleiberg-Kreuth in Kärnten; † 10. Januar 1971 in Miklauzhof, Sittersdorf) war ein österreichischer deutschnationaler Volkstumspolitiker. Er wirkte führend im Kärntner Abwehrkampf und als Protagonist des Kärntner Heimatdienstes sowie als geistiger Motor bei zahlreichen Grenzlandabstimmungen, im Deutschen Schulverein „Südmark“ sowie hauptsächlich an der Spitze des Volksbundes für das Deutschtum im Ausland (VDA) mit Sitz in Berlin. Als VDA-Vorsitzender war er ein wichtiger Akteur der nationalsozialistischen Volkstumspolitik, der insbesondere wegen Streitigkeiten um die Südtirolpolitik des Deutschen Reichs 1937 abgelöst wurde. Seine Versuche, nach 1945 wieder in der österreichischen Politik Fuß zu fassen, stießen wegen seiner NS-Vergangenheit auf Widerstand und waren letztlich nicht erfolgreich.

## Leben und Wirken
Der Sohn eines Bergarbeiters und späteren Hutmanns der Bleiberger Bergwerks-Union, eines Zusammenschlusses von 6 Groß- und 80 Kleingewerken in Kärnten, wuchs in einer traditionell großdeutsch eingestellten Umgebung auf und erhielt ein Stipendium für den Besuch des 1867 gegründeten evangelischen Lehrerseminars im zu über 80 % deutschsprachigen Bielitz in Österreichisch-Schlesien, wo Professor Karl Volkmar Stoy aus Heidelberg erstmals in Österreich die Herbartsche Pädagogik lehrte und wo Lehrer aus der ganzen österreichischen Monarchie von Kärnten bis zur Bukowina ausgebildet wurden. Als Mitglied der am Lehrerseminar nicht zugelassenen Alldeutschen Burschenschaft Gothia deren Wahlspruch „Ohne Juda, ohne Rom, wird gebaut Germanias Thron“ lautete, und deren Nachfolgeorganisation „Leyer und Schwert“ gelangte er dort zur „Erkenntnis von der Eigenwertigkeit des deutschen Volkstums gegenüber anderen Völkern“, die auch in ihm ein „unverkennbares Überlegenheitsgefühl der Deutschen“ entstehen ließ und entwickelte sich „zum treuen und opferbereiten Patrioten seines deutschen Volkstums“.
Als Lehrer begann er sodann in Südtirol seinen Kampf gegen die „drohende Verwelschung“, denn Volkstumskampf bedeutete für ihn „Abwehr der ‚zerstörerischen’ Arbeiten der Slawen und der Romanen“.
1914 meldete sich Steinacher als Freiwilliger zum k.u. k. Infanterieregiment Nr. 7 Graf von Khevenhüller, wurde bald zum Leutnant und 1917 zum Oberleutnant befördert.

### Nach dem Ersten Weltkrieg
Nach Kriegsende widmete sich Steinacher zunächst seiner Kärntner Heimat, der empfindliche Gebietsverluste drohten. Auf seine Initiative hin wurde 1919 die Landesagitationsleitung LAL gegründet und dem Nationalpolitischen Ausschuss der Kärntner Landesversammlung angegliedert. Als einer der „führenden Kämpfer um Kärntens Freiheit“ sowie als „geistiger Motor“ für die Vorbereitung und Durchführung der Kärntner Volksabstimmung erwarb er sich den Ruhm als „großer Sohn Kärntens“, doch galt sein Kampf weniger Kärnten als dem Deutschtum:

„Es war mir stets eine unumstößliche Selbstverständlichkeit, den Abstimmungskampf nicht um den Anschluß an Österreich, sondern um die großdeutsche Zukunft zu führen.“

Nach dem Erfolg bei der Kärntner Volksabstimmung engagierte sich Steinacher bei einer Reihe weiterer Abstimmungen im Gefolge der Friedensverträge über die künftige Gebietszugehörigkeit – Oberschlesien (1921), Tirols Anschluss ans Deutsche Reich (1921), Westungarn/Ödenburg (1921) – und agierte 1923 im Ruhrkampf gegen die französisch-belgische Ruhrbesetzung sowie gegen die Schaffung einer an Frankreich angelehnten Rheinischen Republik. In diesem Zusammenhang wurde er vom preußischen Reichsministerium des Innern mit der Leitung einer sogenannten „Abwehrzentrale“ in Köln betraut. Seine Aufgabe war die propagandistische Bekämpfung des Rheinischen Speratismus. Hierzu errichtet er eine geheimdienstartige Struktur, die darüber hinaus Sabotageaktionen und bewaffnete Konflikte im französisch besetzten Rheinland durchführte. Hans Steinacher schreckte auch vor politischem Mord nicht zurück. Er ordnete die Ermordung von Wilhelm Schlich aus Bell persönlich an.
Ab 1922 war Steinacher neben seinen Grenzlandaktivitäten an der Universität Frankfurt am Main immatrikuliert und wurde 1925 nach einem damals nur sechssemestrigen staatswissenschaftlich-volkswirtschaftlichen Studiengang aufgrund seiner Dissertation zum Thema „Wirtschaft und Volksabstimmungen“ zum Dr. rer. pol. promoviert. Nach kurzer Geschäftsführung des Deutschen Schulvereins „Südmark“ in Wien fungierte er bis 1930 in Frankfurt als Grenzlandreferent im Rang eines Ministerialrats des preußischen Innenministeriums, als Wirtschaftsberater deutscher Volksgruppen, als Kontaktmann zur österreichischen Anschlussbewegung, aber auch für eine halbamtliche Stiftung, die deutschen Volksgruppen im Ausland finanzielle und agitatorische Unterstützung bot. 1930 wurde er ins Außenministerium überstellt und mit der Leitung der Zentralstelle für deutsche Auslandsbüchereien in Berlin betraut. 1931 wurde er das jüngste Vorstandsmitglied des VDA, des Volksbundes für das Deutschtum im Ausland, und im April 1933 formell dessen stellvertretender Vorsitzender, faktisch aber bereits der Leiter, als welcher er kurz danach auch öffentlich auftrat. „Vollständig illegal“ soll nach zeitgenössischen Quellen die Übernahme der Bundesleitung vor sich gegangen sein.

### Nationalsozialismus
Im Mai 1933 führte Steinacher, der sich bis 1934 als „Reichsführer“ bezeichnete, im VDA das Rassenprinzip ein, wonach nur „Deutschstämmigen“ eine Mitgliedschaft möglich war; im selben Sommer wurde der Hitlergruß zum offiziellen VDA-Gruß erklärt.
Ab 1933 war VDA-Bundesleiter Hans Steinacher für die Koordinierung der Volksdeutschen verantwortlich.
Er erreichte auch die Gründung der Nordostdeutschen Forschungsgemeinschaft und die Zusammenarbeit mit den drei bereits existierenden volkstumspolitischen Arbeitsgemeinschaften, der Alpenländischen, der Rheinischen und der Wiener Südostdeutschen. Sämtliche Gebiete, in denen Deutsche wohnten, vom Rheinland und der Westschweiz bis in tschechische, ungarische und kroatische Gebiete und bis ins Memelland sollten wissenschaftlich betreut werden. Ein „Frontkrieg um Wesenserhaltung und Boden“ sei gefordert.
In seinen unveröffentlichten Erinnerungen, stellt er sich auf eine Ebene mit den zentralen NS-Größen:

„Allerdings stand ich niemals demütig vor den Herren dieser Neuformung deutscher Macht, nicht vor Adolf Hitler, nicht vor Göring, Göbbels, Lutze, Himmler oder Darre und Ley und Heß. Warum sollte ich mich denn beugen und bitten, ich trat selbstbewusst und ehrengleich und ebenbürtig auf. Was die im Innern geformt, das hatte ich in anderer Weise draußen geleistet. Im Dienst der gleichen Nation und oft unter schwierigsten Verhältnissen. Ich war aber zur Einordnung bereit.“

Darüber hinaus: "Steinacher war 1934 einer der „Führer“ der NS-Bewegung, die im Sammelalbum „Männer im Dritten Reich“ der Orientalischen Cigaretten-Compagnie Rosma GmbH (Brinkmann, Bremen) auf einer Seite porträtiert wurden. Er zählt in dieser Sammlung zu jenen 200 ausgewählten Männern, „die dieses Deutschland führen“ und die „der deutschen Jugend“ nahegebracht werden sollen.

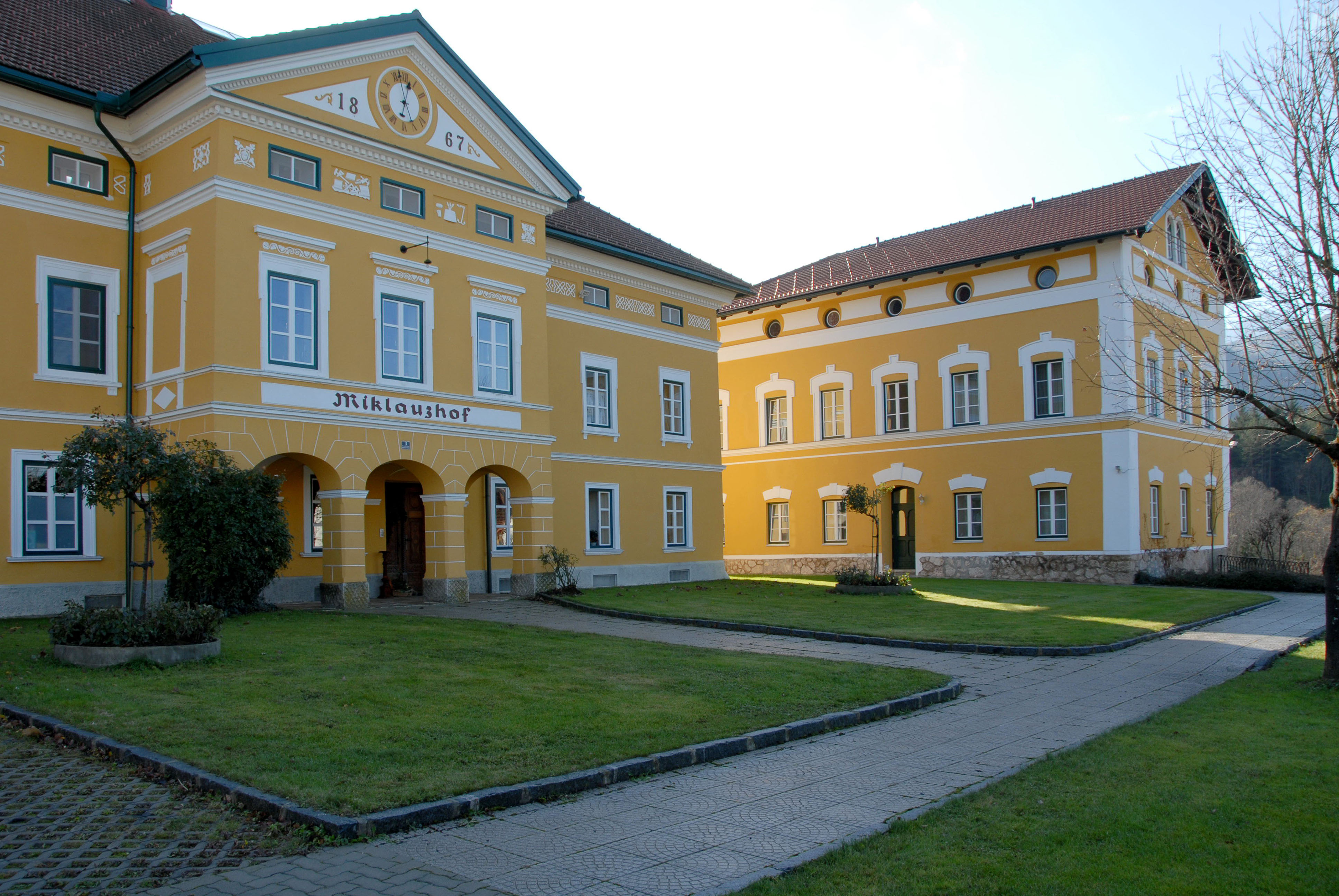
Miklauzhof

In Kärnten unternahm Steinacher große Anstrengungen, um das dortige deutschnationale Lager des Landbundes, der Großdeutschen Volkspartei sowie der völkischen Vereine wie des Kärntner Heimatbundes oder der Wehrturner des Deutschen Turner-Bundes, denen er auch seinen 1929 erworbenen Besitz Miklauzhof als „deutsche Bastion“ im Kärntner Unterland zur Verfügung stellte, auf die Linie der NS-Österreichpolitik einzuschwören. Österreich sei auf die Dauer nicht lebensfähig und müsse an Deutschland angegliedert werden. „Einheit im deutschen Volkstum ist unsere Bestimmung für die Zukunft.“ Bald vertraten weite Kreise die Meinung, Steinacher solle die Führung der NSDAP in Österreich übernehmen.
Als Vorsitzender des VDA, der sich als parteiunabhängiger und nominell unpolitischer, allein für kulturelle und soziale Aufgaben gegründeter Verein verstand, geriet Steinacher allerdings immer öfter in Konflikt mit Spitzen der Partei und der SS, zunächst durch seine laut geäußerten Überlegungen, wie man Mussolini zur Abtretung Südtirols ans Deutsche Reich bewegen könnte und dann durch seine Ablehnung jedweder Aussiedlung, was die deutsche Italienpolitik Hitlers desavouierte.
Das Konzept des Volks, das Steinacher (wie etwa auch Max Hildebert Boehm, der Leiter des Instituts für Grenz- und Auslandsstudien, das dem VDA nahestand) vertrat, setzte voraus, dass das Kernland nicht unbedingt identisch war mit den Grenzen des Raumes, in welchem deutsche Volksangehörige siedelten – im Gegenteil, es betonte geradezu einen föderalen Charakter des neu zu ordnenden Raumes von Mitteleuropa, womit sich diese Auffassung von „Volk“ und dessen Wirkungsraum jedoch in entscheidenden Punkten vom NS-Volksverständnis einer Volksgemeinschaft unterschied.
Ob seiner völkischen „Weiterbetätigung“ in Südtirol soll Mussolini bei einem Staatsbesuch in Berlin im Oktober 1933 persönlich angeblich Steinachers Entfernung als „wünschenswert“ bezeichnet haben, wie Hermann Göring kolportiere, während Steinacher dies nur als Vorwand bezeichnete. Zwar kooperierte der VDA unter Steinachers Führung immer wieder mit NS-Organisationen wie der Hitlerjugend, der Reichswehr oder dem NS-Lehrerbund, doch nach eigener Aussage erlebte Steinacher infolge seines Widerstandes gegen die Bevormundung oder gar eine Übernahme des VDA durch die Partei verschiedene Schikanen seitens der SS einschließlich Ausreiseverbots und Verhaftungen in Leipzig und Regensburg, wurde beispielsweise von Ernst Wilhelm Bohle, dem „Gauleiter“ der NSDAP-Auslandsorganisation, die als 43. Gau fungierte, während eines Parteitages als „Staatsfeind Nr. 1“ apostrophiert und fühlte sich in seiner Tätigkeit so sehr behindert und unter Druck gesetzt, dass er schließlich „durch gesetzwidrigen Eingriff des Stellvertreters des Führers mit 21. Oktober 1937 und durch ultimative Bedrohung mit Konzentrationslager gezwungen wurde,“ die Führung des VDA aufzugeben. Es war dies der Zeitpunkt, als sein militanter „Vorstoß ins Feindesland“, der jedoch stets „nur bis zur Volkstumsgrenze“ reichen sollte, durch die imperialistische Lebensraum-Konzeption Hitlers obsolet geworden war. Nun war kein Platz mehr für völkische Konservative wie Steinacher, für die „deutsch“ nicht automatisch auch „nationalsozialistisch“ bedeutete.
1937 hatte sich Steinacher noch vergeblich bemüht in die Wehrmacht aufgenommen zu werden, was erst Mitte November 1939 mit der Einberufung zum Generalkommando Salzburg gelang. Im Zweiten Weltkrieg wurde Steinacher als Oberleutnant z. V. zur 6. Gebirgs-Division einberufen und nahm am Frankreich-Feldzug teil. Ab Februar 1941 kämpfte er in Rumänien und später in Griechenland. Ab Juli 1941 kam, knapp 50-jährig, mit der 2. (hier im Gebirgsjäger-Regiment 137) und später wieder bei der 6. Gebirgs-Division (hier als Bataillonsführer I./Gebirgsjäger-Regiment 143) an die Eismeerfront nach Murmansk und avancierte bis zum Oberstleutnant. Im Herbst 1942 wurde er zum Festungskommandanten Kirkenes ernannt. Anfang 1945 war er Kommandant des neu aufgestellten Gebirgsjäger-Regiments 856 bei der 9. Gebirgs-Division. 1945 geriet er in britische Gefangenschaft und wurde 1946 entlassen.

### Nach 1945
Im Nachkriegsösterreich kehrte Steinacher ins politische Leben zurück.
Der Gründung des Kärntner Landesverbandes des VdU („Verband der Unabhängigen“) als „drittes Lager“ neben „Rot“ und „Schwarz“ – „fast ein Hochverrat an Österreich und an der Freiheit“ nach einem Wiener ÖVP-Politiker – waren Gespräche auch mit ehemaligen Kärntner Landbündlern vorangegangen, doch Steinacher, der sich möglicherweise hierbei übergangen fühlte, hatte sich bereits als volkspolitischer Referent auf die Seite der ÖVP gestellt, die bestrebt war, durch ihn die Mitglieder des „Bundes heimattreuer Südkärntner“ zu gewinnen, einer Organisation slowenischstämmiger Kärntner, die sich als „Windische“ besonders engagiert zum Deutschtum bekannten.
1949 war von der Kärntner ÖVP mit dem eben formierten VdU (der als „WdU“ als eine vierte wahlwerbende Partei aufgetreten war), die zusammen im Kärntner Landtag eine „bürgerliche“ Mandatsmehrheit erreicht hatten, vereinbart, Steinacher zum Landeshauptmann zu wählen, doch infolge umfassender Koalitionsabsprachen zwischen den beiden Großparteien ÖVP und SPÖ auf Bundesebene, die aufgrund der „Grundsätze des ‚Proporzes’ und der sich daraus ergebenden Zusammenarbeit der ÖVP und der SPÖ“ die Landeshauptmanns- und die Bürgermeisterpositionen in Gemeinden von mehr als 10 000 Einwohnern betrafen, wurde schließlich der Sozialist Ferdinand Wedenig auch mit den meisten ÖVP-Stimmen zum Landeshauptmann gewählt.
Obgleich er in der Parteizeitung der ÖVP öffentlich erklärt hatte: „Ich bin nie schwarz gewesen, ich bin evangelischer Kärntner, seit Urzeiten her“, d. h., er habe nie den klerikal ausgerichteten Christlichsozialen nahegestanden, gelangte Steinacher im selben Jahr als Leitungsmitglied der im April 1949 in Salzburg gegründeten Jungen Front, die sich mit den „Heimkehrer-, Hilfs- und Betreuungsstellen“ des Ritterkreuzträgers Ernst „Graf“ Strachwitz offiziell auf eine Zusammenarbeit mit der Volkspartei festgelegt hatte, in die ÖVP, die sich doch als Nachfolgerin der Christlichsozialen Partei der 1. Republik verstand, und wurde 1952 sogar deren Kärntner Parteiobmannstellvertreter. In ihren Wahlkämpfen von 1949 und 1953 verkündete er offen und deutlich weiterhin jene völkischen Inhalte, die er stets vertreten hatte, erklärte das Bauerntum zum „stärksten Wall gegen die drohende Gefahr im Osten“, warf der SPÖ ein „Nichtverstehen völkischer Schutzaufgaben“ vor und in der Schulfrage mit dem zweisprachigen Unterricht einen „Anschlag gegen das Elternrecht und das Naturrecht“ begangen zu haben.
Einerseits verkörperte Steinacher, der 1953 als „Angebot an die Ehemaligen“ auf der ÖVP-Liste der Nationalratskandidaten Kärntens an vierter Stelle gereiht war, die Integrationspolitik der ÖVP gegenüber den „Ehemaligen“, da ihr im bürgerlichen Lager durch den FPÖ-Vorgänger ja eine ernste Konkurrenz erwachsen war, andererseits durfte man die christlich-soziale Wählerschaft nicht verlieren. Also wusch die ÖVP-Parteipresse den Abwehrkämpfer Steinacher von jeder „braunen“ Vergangenheit rein: „Daß seine Tätigkeit wirklich der Verständigung und dem Frieden diente, beweist am besten die Tatsache, dass Steinacher bereits zum Träger des Friedensnobelpreises genannt wurde, als ein Gewaltstreich der Machthaber des Dritten Reiches ihn fällte.“ Verschwiegen wurden Steinacher-Sätze wie „Durch die geschichtliche Großtat des Führers und Reichskanzlers Adolf Hitler vom 13. März 1938 ist Kärnten nun wieder im Deutschen Reich und als deutsches Südland sein untrennbarer Teil.“
Die ÖVP erzielte in Kärnten nur drei Nationalratsmandate, worauf man Steinacher bis 1958 im Angestelltenverhältnis zum österreichischen Generalkonsul in Mailand machte, wobei die Südtiroler Volkspartei von ihm erwartete, dass er von dort „die volkliche Aufbauarbeit in Südtirol betreuen“ möge.
Danach lebte er auf seinem Gut in Miklauzhof von einer aufgrund seiner kurzen österreichischen Arbeitszeit sehr bescheidenen Rente, ehe ihm kurz vor seinem Tod von der Kärntner Landesregierung eine Sonderpension gewährt wurde.

### Nachwirken
Bei der Einweihung des Steinacher-Denkmals in Völkermarkt am 2. Mai 1976 sagte der Ortsgeistliche: „Hans Steinacher lebt in unserem Herzen weiter als der >Andreas Hofer< unserer Kärntner Heimat!“ Das Denkmal wurde Mitte Juni von unbekannten Tätern gesprengt, was als Nachwirkung des Ortstafelsturms vom Oktober 1972 eine heftige und polemische Auseinandersetzung zwischen dem ab 1974 amtierenden Landeshauptmann Leopold Wagner und den Sprechern der Slowenenorganisationen auslöste. Anlässlich des Gedenkens zu Steinachers 100. Geburtstag bezeichnete Adam Wandruszka Steinacher als „hochverdienten Gegner Hitlers“. Allerdings wollte er nach seiner Absetzung im VdA von Rudolf Hess zum Kärntner Gauleiter ernannt werden, was den Mythos des Widerstandskämpfers Hans Steinacher in seinen Grundfesten erschüttert.

### NSDAP-Mitgliedschaft
- Der österreichische Gesandte in der Schweiz leitete am 13. November 1935 ein Dossier an das Bundeskanzleramt weiter, in dem mitgeteilt wird, Steinacher sei 1925 Parteigenosse geworden, organisiere den Bombenschmuggel in Österreich, versorge seit 1935 die Partei mit Geldmitteln und durchsetze Jugend- und Sportvereine mit Nationalsozialisten.[50]
- Am 24. Mai 1938 füllte Steinacher den „Personal-Fragebogen zum Antragschein auf Ausstellung einer vorläufigen Mitgliedskarte und zur Feststellung der Mitgliedschaft im Lande Österreich“ aus und brachte ihn bei der Ortsgruppe Miklauzhof, seinem Zweitwohnsitz, ein. Darin gab er zur Frage des erstmaligen Eintritts in die NSDAP an: „Mai 1933 Meldung durch Pg. Maier-Kaibitsch und König in Klagenfurt.“ Seine Mitgliedsbeiträge seien in Form „einer allgemeinen Leistung“ durch den Kärntner Heimatbund entrichtet worden.[51] In der Rubrik: „Bei welcher Gliederung der NSDAP machten Sie Dienst?“ schrieb er: „1934 gemeldet bei SS in Kärnten“.[52] Der Sittersdorfer Ortsgruppenleiter meldete jedoch, dass Steinacher in Miklauzhof „keinen Wohnsitz“ habe und dass von „Arbeiten für die NSDAP nichts bekannt“ sei.
- Im Februar 1939 füllte Steinacher bei der zuständigen Ortsgruppe Berlin-Zehlendorf nochmals einen „Personal-Fragebogen zum Antragschein auf Aufnahme in die Nationalsozialistische Deutsche Arbeiterpartei“ aus und gab wieder an, dass er bei der Partei in Kärnten seit 1933 gemeldet sei. Auch füllte er den „Antrag auf Ausstellung einer vorläufigen Mitgliedskarte“ aus.[53]
- Am 1. Mai 1940 erfolgte seine Aufnahme in die NSDAP-Ortsgruppe Berlin-Zehlendorf (Mitgliedsnummer 7.753.917).[54][55][28] Die Mitteilung wurde ihm an die Front zugestellt.

Trotzdem wurde 1949 eine Betrugsanklage der Staatsanwalt Klagenfurt wegen Nicht-Anmeldung zur Registrierung der Nationalsozialisten aufgrund des Bescheides des Amtes der Kärntner Landesregierung Zl. 503/NS/49 fallengelassen: Steinacher habe sich nie um die Aufnahme in die NSDAP beworben, habe nie einen Antrag gestellt, sei nie in den Besitz einer Mitgliedskarte oder eines Parteibuchs gelangt, habe an der Murmanskfront die Mitteilung seiner Mitgliedschaft erhalten und bei der NSDAP-Reichsleitung schriftlich dagegen Einspruch erhoben.

## Ehrungen
- Eisernes Kreuz I und II[57]
- 1917: „Goldene Tapferkeitsmedaille“[57]
- Orden der Eisernen Krone, III. Klasse[57]
- Eiserner Kronenorden mit Schwertern[57]
- Militärverdienstkreuz mit Schwertern[57]
- Kärntnerkreuz für Tapferkeit[57]
- Oberschlesischer Adler 1. und 2. Klasse[57]
- Bulgarischer Tapferkeitsorden[57]
- Finnischer Tapferkeitsorden[57]
- Großes Ehrenzeichen für Verdienste um die Republik Österreich[57]
- Steinacher-Denkmal in Völkermarkt

## Publikationen
- Sieg in deutscher Nacht: Ein Buch vom Kärntner Freiheitskampf. Wiener Verlag, Wien 1943.
- In Kärntens Freiheitskampf. Meine Erinnerungen an Kärntens Ringen um Freiheit und Einheit in den Abwehrkämpfen 1918/19 und um die Volksabstimmung 1920. 2. Auflage. Heyn, Klagenfurt 1976, ISBN 3-85366-220-X.
- Oberschlesien. (= Taschenbuch des Grenz- und Auslanddeutschtums. 19). Deutscher Schutzbundverlag E. Runge, Berlin-Lichterfelde 1927.
- Volksdeutscher Aktivismus. In: Deutsche Arbeit. Heft 7 (1932), S. 169–173.
- Neue Wege. In: Freie Stimme. 7. Juli 1933.
- Ziele und Organisation der Deutschtumsbewegung 1918–1933. Kurzfassung der Referate von Hans Steinacher und Max Hildebert Boehm auf der Arbeitstagung des Volkstumsarchivs in Lüneburg vom 10. und 11. September 1959. Lüneburg 1960.
- Deutsches Volkstum, deutscher Lebensraum. Führerbriefe für politische Erziehung, 4. Brief. Hanseatische Verlags-Anstalt, Hamburg 1934.
- Rede zur Saarbrücker Pfingsttagung des VDA, gehalten in Mainz am 19. Mai 1934. VDA-Wirtschaftsunternehmen, Berlin 1934.
- Volkstum jenseits der Grenze. Staat und Volk, Staatsbürger und Volksgenosse.  (= Reihe: Wir in unserer Zeit). Franckh, Stuttgart 1934.
- F. X. Holder (Pseudonym): Dass Kärnten eins und frei bleibe. Kollitsch, Klagenfurt 1960.
- Hans-Adolf Jacobsen (Hrsg.): Hans Steinacher, Bundesleiter des VDA 1933–1937. Erinnerungen und Dokumente. (= Schriften des Bundesarchivs. Band 19). Boldt, Boppard am Rhein 1970, ISBN 3-7646-1545-1.